# Dimitri Payet
Dimitri Payet (São Pedro, 29 de março de 1987) é um futebolista francês, nascido no Departamento de Reunião, que atua como meio-campista ou ponta-esquerda. Atualmente está sem clube.
Dimitri começou sua carreira ainda na Ilha da Reunião, onde chegou a vencer a Copa da Reunião duas vezes pelo AS Excelsior. No início de 2005, após vencer um título nacional em 2004, rumou até a França para assinar com o Nantes, onde foi um dos destaques do clube em 2007, no rebaixamento da equipe.
Depois assinou com o Saint-Etienne, onde se projetou para o futebol mundial ganhando sua primeira convocação para Seleção Francesa no ano de 2010. Superando a marca dos 140 jogos, o atleta deixou o clube para ir ao LOSC Lille, o atual campeão francês naquela época.
Em Lille, dividiu elenco com a futura estrela do futebol belga: Eden Hazard, e chegou a dar uma assistência para o craque em seu último jogo pelo clube. Após a saída do jogador para o Chelsea, Dimitri assumiu um papel de relevância técnica na equipe e, em seu segundo ano, se tornou o jogador com mais assistências na Ligue 1 com 13 passes e foi eleito para o Time Ideal do Campeonato da época.
Em 3 de junho de 2013, o Olympique de Marseille acertou sua contratação pagando 10 milhões de euros ao Lille. No clube de Marselha, repetiu o feito do seu clube anterior: se tornou o jogador com mais assistências na Ligue 1 de 2014–15 e integrou, novamente, o Time Ideal da Liga.
Já em 2015, assinou com o West Ham e logo tornou-se o destaque do clube na Premier League, sendo logo depois convocado para disputar a Euro 2016 com a Seleção Francesa, onde ficou com o vice-campeonato.
Na Inglaterra, Payet teve destaque. Ele chegou a estar entre os 23 melhores jogadores no The Best FIFA e garantiu a 17ª colocação na Bola de Ouro, ambos em 2016. Mas deixou a equipe para retornar ao seu antigo clube e se consolidar como um ídolo da equipe.
Ao retornar ao clube de Marselha, Payet tornou-se um dos ídolos do clube e chegou a marca de 326 jogos. Além de se tornar o sétimo jogador com mais partidas pelo time (e o sétimo com mais gols), Dimitri virou o jogador com mais assistências na história da Ligue 1 e o único a superar a marca de 100 gols e 100 assistências no Campeonato.
Após seus anos na França, Payet deixou o país após sua equipe não renovar o seu contrato em 2023. Nesse mesmo ano, viajou ao Brasil para assinar um contrato com o Vasco da Gama. Naquele mesmo ano no país, o jogador conseguiu se tornar o primeiro francês a balançar as redes em uma partida de Campeonato Brasileiro.

## Carreira

### Início
Nascido em São Pedro, na ilha da Reunião (departamento ultramarino francês), começou jogando no clube local AS Saint-Philippe com 8 anos. Após três anos se desenvolvendo no clube, transferiu-se para o JS Saint-Pierroise.
Um ano depois conheceu o Le Havre e passou por períodos turbulentos na equipe, sendo acusado como alguém difícil de lidar e com falta de ambição. Tais acusações fizeram com que Payet ficasse por mais um ano em AS Excelsior até receber uma chance pelo Nantes em 2005. O período inicial do jogador após o fracasso com o Le Havre fez com que ele pensasse em desistir da carreira futebolística, mas isso logo foi superado por ele após um ano de sucesso com o clube da Reunião em 2004.
Antes de começar sua carreira na Ligue 1, Dimitri ficou de 2003 até 2005 jogando pelo AS Excelsior. No clube da Reunião, o jogador participou da conquista inédita da Copa da Reunião no ano de 2004, feito esse que se repetiu no ano seguinte, mas sem o atacante em campo nas partidas finais por ter sido vendido ao Nantes no início de 2005. Após destaque nessas duas competições, Payet deixou a Ilha Africana para direcionar-se a Europa.
| “                                                       | Ele era tão talentoso que as pessoas rapidamente o apontaram para mim. Ele treinou conosco, notámos imediatamente as suas excepcionais qualidades técnicas. Começou na equipa principal em 2004 e ganhámos a Taça da Reunião. E eu questiono bastante ele sobre isso, digo que é o único título dele! E estava fora de questão manter tanto talento para ser campeão da Ilha da Reunião! [Ele] Foi descoberto por Laurent Guyot, no FC Nantes, em agosto de 2004. O combinado era que ele terminasse a temporada conosco. E partiu para o Nantes no início de 2005. | ” |
| — Hosman Gangate, treinador de Payet pelo AS Excelsior. | |   |

### Nantes

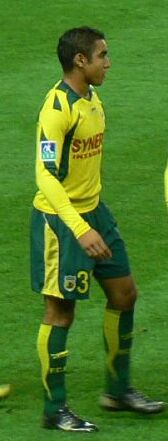
Payet pelo Nantes em 2006

Estabeleceu-se no time dos reservas e conquistou seu espaço não muito tempo depois no time principal após seis gols em 22 partidas. Estreou profissionalmente na partida sem gols contra o Bordeaux e marcou seu primeiro gol contra o Metz na goleada por 4 a 1. Após a partida contra o Toulouse em fevereiro, foi relegado aos reservas novamente até o fim da temporada.
O jogador foi promovido finalmente ao time principal na temporada 2006–07, e ganhou a camisa de número 31. Marcou gols contra o Lille, Marseille, Sedan e Sochaux
O marco negativo na sua temporada foi a expulsão na derrota por 5 a 2 contra o Valenciennes. Apesar do destaque individual de Payet, o clube acabou rebaixado, algo que não acontecia desde 1963.
Apesar da temporada ruim da Ligue 1, o Nantes conseguiu chegar até as semifinais da Copa da França. Das cinco partidas do time, Dimitri só ficou de fora do jogo das oitavas de final, onde o time derrotou o LOSC Lille na prorrogação.
Contra o Sedan, na partida seguinte, Payet retornou aos gramados, mas foi substituído no fim do segundo tempo e contemplou a classificação da sua equipe nas penalidades. Enfrentando o Olympique de Marseille na semifinal, Payet fizera 60 minutos no jogo em que Franck Ribéry, Toifilou Maoulida e Djibril Cissé garantiram um placar de 3 a 0 para o time de Marselha e rumaram á final.
Ao fim da época 2006–07, Dimitri deixou o Nantes após marcar cinco gols em 39 partidas em toda a sua passagem pelo clube.

### Saint-Étienne
Na temporada 2007–08, Payet decidiu se transferir para o Saint-Étienne em busca de mais oportunidades. O francês assinou um contrato de quatro anos, compensando seu clube anterior em 4 milhões de euros.
Apesar de não balançar as redes pelos Verdes na primeira temporada, o francês jogou 30 vezes com quatro gols e seis assistências na temporada seguinte. Jogou pela primeira vez a Copa da UEFA na temporada 2008–09, e marcou um gol contra Hapoel, numa vitória por 2 a 1, contra o Copenhagen, num triunfo por 3 a 1, e depois no mata-mata contra o Olympiacos, dando também uma assistência no placar agregado de 5 a 2 contra os gregos.
Na partida seguinte, enfrentou o Werder Bremen de Diego Ribas, Claudio Pizarro, Naldo e Mesut Özil. Dos citados, apenas Diego não participou de nenhum gol dos dois duelos. Naldo fizera um gol solitário no jogo de ida e Pizarro fizera o segundo gol dos alemães no jogo de volta, com assistência de Mesut, em um empate por 2 a 2 no Stade Geoffroy-Guichard. O segundo tento dos franceses, e o último da partida, veio dos pés de Sébastien Grax após um passe de Payet. Desse modo, o clube local foi eliminado com ainda nas oitavas de final.
Na temporada 2009–10 teve 35 aparições na Liga Francesa com dois gols e seis assistências. Marcou dois gols contra o Lorient pela Copa da França e um gol contra o Vannes. Envolveu-se em confusão com seus companheiros de equipe Blaise Matuidi e Yohan Benalouane, desculpou-se depois pelo fato quando foi convocado à seleção.
Foi importante na temporada 2010–11 ao marcar sete gols nos dois primeiros meses da liga francesa: um na derrota por 3 a 1 para o PSG, seu primeiro hat-trick na vitória por 3 a 1 sobre o Lens, dois contra o Montpelier e um no derby contra o Lyon, por sua vez, uma cobrança de falta perfeita. Após um período afastado por indisciplina, voltou ao time em fevereiro e marcou cinco gols, registrando também três assistências. Terminou como o artilheiro do time na temporada.
Em outubro de 2010, o jogador estreou pela Seleção Francesa. O chamado aconteceu enquanto o atleta defendia as cores do Saint-Étienne.
Após 148 partidas no clube, e 25 gols marcados, Dimitri deixou o Saint-Étienne em 2011.

### Lille

#### 2011–12

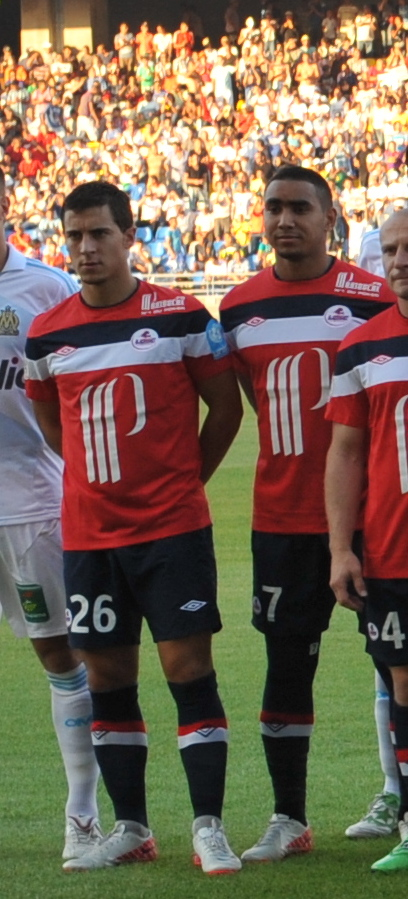
Eden Hazard e Dimitri Payet no Lille, na Supercopa da França de 2011

Transferiu-se no dia 28 de junho de 2011 para o Lille, tendo custado 9 milhões de euros. O jogador estreou na temporada perdendo o título da Supercopa da França para o Olympique de Marseille por 5 a 4.
O início do atleta foi difícil, pois não conseguia ser um titular ativo na equipe. Apesar de ter marcado seu primeiro gol pelo clube na vitória de 3 a 1 sobre o Auxerre em outubro de 2011, só voltou a balançar as redes no final do mês seguinte, quando abriu o placar em uma vitória por 2 a 0 diante o Stade Brestois.
O jogador, então, deixou de marcar gols durante quase quatro meses. Na 29ª rodada do Campeonato Francês, reencontrou o caminho do gol diante o Évian. Nesse jogo, bem como no seguinte, Dimitri venceu o defensor com uma assistência do principal atleta do time na época: Eden Hazard. O belga, que viria a vencer o prêmio de Melhor Jogador do Campeonato, auxiliou o colega nesse período e ambos passaram a ter um bom relacionamento dentro e fora dos gramados. Na rodada 31, sem auxílio da estrela nascida na Bélgica, o atacante novamente fez um gol no Stade Brestois, mas o jogo terminou com a vitória dos adversários por 3 a 1.
Estreou na Champions League na derrota de 1 a 0 em casa contra a Internazionale, entrando aos 62 minutos de partida. A campanha do clube, de modo geral, foi péssima. Em seis partidas, o time venceu apenas uma partida, empatando três e perdendo duas. O atleta não marcou nenhum gol e sequer deu assistências nessa edição de competição.
Embora tivessem sido campeões na temporada anterior, a temporada 2011–12 do Lille foi muito regular na Liga. A equipe brigava ativamente pelo título, mas não conseguiram repetir o sucesso da temporada anterior. Eles terminaram a tabela em 3º lugar, atrás do Paris Saint-Germain e do campeão inédito Montpellier.
Findou a temporada com seis gols e seis assistências, além de 23 partidas na liga francesa. Em termos de passes, Dimitri conseguiu participar ativamente na despedida de Eden Hazard do clube. Na 38ª rodada da Ligue 1, Dimitri deu um passe (e sofreu um pênalti) e ajudou o belga a marcar seu último hat-trick antes de rumar à Inglaterra. Esse momento também ficou marcado porque o artilheiro do jogo estava bêbado no momento que entrou em campo.

#### 2012–13

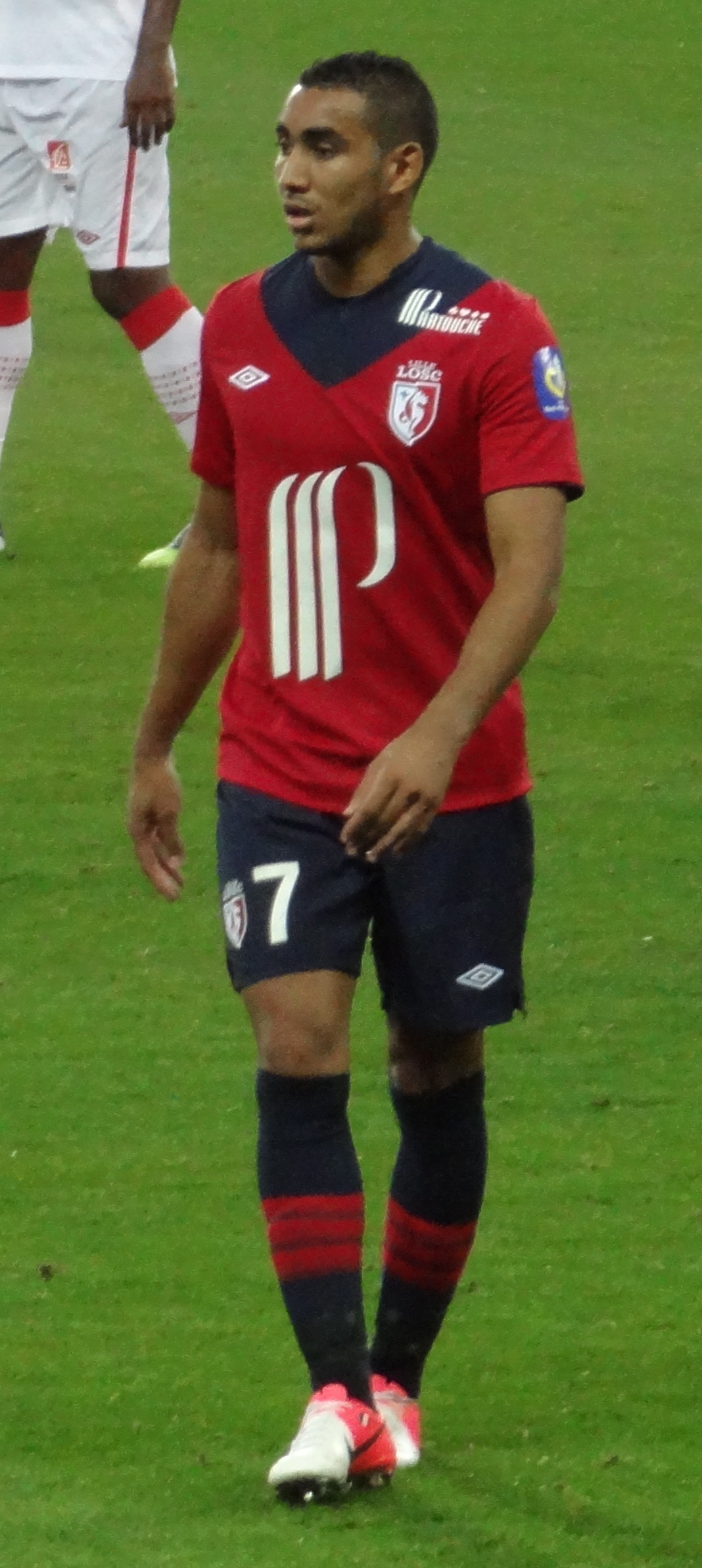
Payet atuando pelo Lille em agosto de 2012.

Na sua segunda temporada pelo clube, foi reconhecido por liderar o ranking de assistências na Ligue 1 naquela temporada com 13 passes, além de ter 12 gols marcados. Foi escolhido para integrar a seleção do campeonato em 18 de maio de 2013.
Em solo francês, o Lille brigou por títulos de Copa. Na Copa da França, Payet jogou todos os três jogos do clube e participou de gols em todos os jogos. Ao estrear diante o Nîmes, marcou um gol na vitória por 3 a 2; contra o Stade Plabennecois, deu uma assistência para Nolan Roux após uma cobrança de escanteio. Nas oitavas de final, enfrentou o Saint-Étienne e deu assistências para os gols de Marko Baša e Salomon Kalou. O time adversário, porém, superou o Lille após um gol contra de Aurélien Chedjou, um tento de Pierre-Emerick Aubameyang e de Brandão.
Na Copa da Liga, Dimitri estreou dando uma nova assistência para Roux contra o Toulouse na prorrogação. Nos próximos dois jogos, Payet não participou de gols e viu o clube ser eliminado pelo Saint-Étienne nas penalidades.
Payet jogou novamente a Liga dos Campeões nessa época. Em sua estreia, deu um passe para Aurélien Chedjou marcar o último gol do jogo. No entanto, os franceses perderam a partida para o FC BATE Borisov por 3 a 1. A campanha do time foi ruim novamente, pois, em seis jogos, perderam cinco partidas e venceram uma vez contra o próprio BATE Borisov na penúltima rodada da Fase de Grupos. O jogador, no entanto, não participou de mais gols.
Tanto destaque na época fez com que Dimitri retornasse à Seleção Francesa. O jogador havia sido convocado para defender as cores da Seleção em 2010, mas nunca mais teve oportunidades com o treinador Laurent Blanc. Após a saída dele, assumiu Didier Deschamps e Payet retornou ao elenco, após lesões de Karim Benzema e Samir Nasri, em novembro de 2012.
Após marcar 19 gols em 95 partidas pelo Lille, Payet deixou o clube em junho de 2013 para assinar com o Olympique de Marseille, clube onde faria história.

### Olympique de Marseille

#### 2013–14

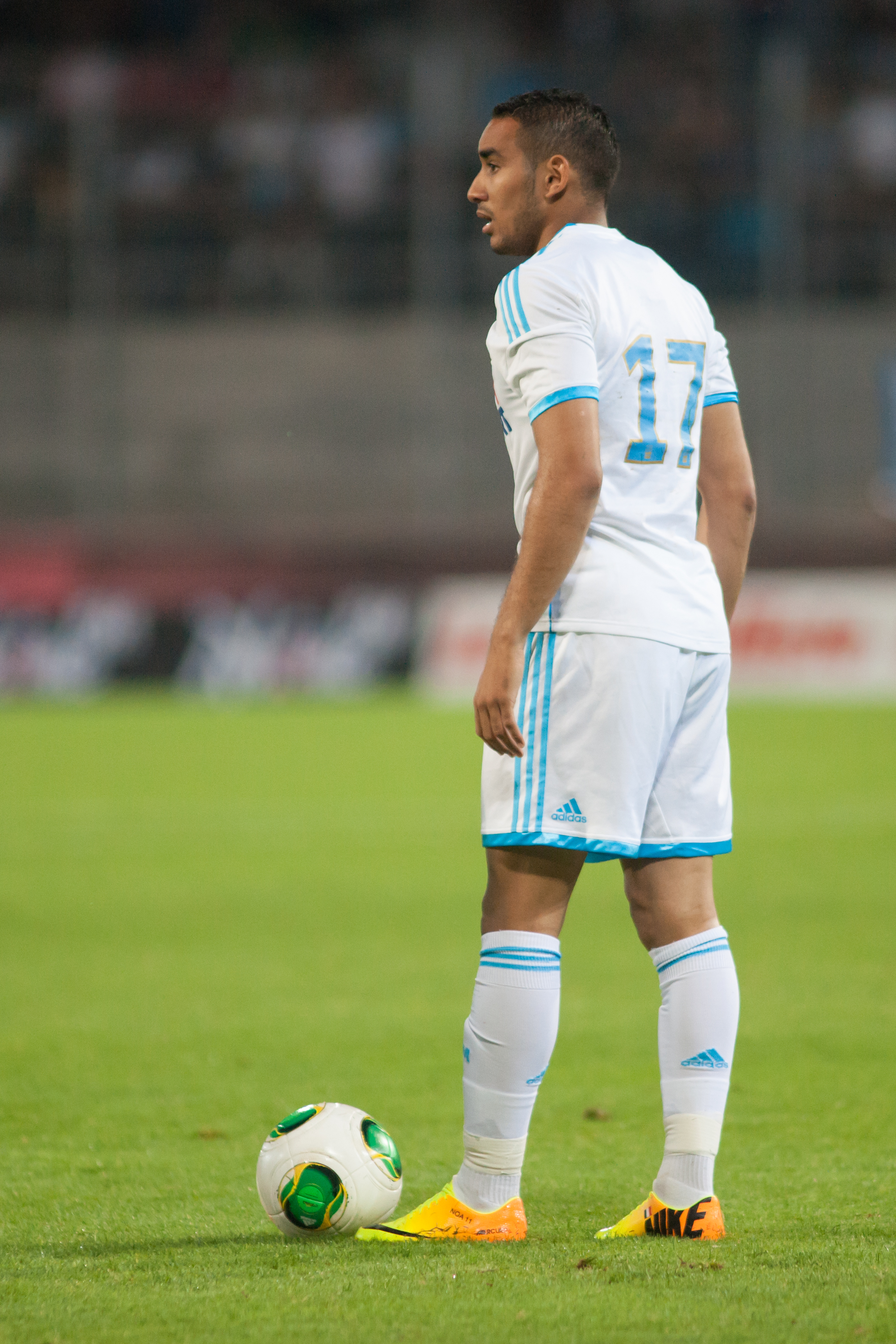
Dimitri Payet em julho de 2013

No dia 27 de junho de 2013, Payet assinou com o clube francês por 11 milhões de euros. Teve uma boa estreia no dia 11 de agosto, balançando as redes duas vezes na vitória por 3 a 1 contra o Guingamp. O jogador marcou mais um gol na partida seguinte, dessa vez contra o Évian.
Payet seguiu a temporada contribuindo com gols e assistências e teve um grande destaque novamente ao marcar um doblete contra o Bastia na 24ª rodada. Ao final daquela temporada de Ligue 1, Dimitri fizera oito gols, sendo, empatando com Florian Thauvin, o segundo jogador que mais fizera gols pelo Marselha naquela temporada. Em quatro oportunidades, o jogador fizera assistências para seus colegas de equipe. O time terminou em 6º colocado.
Nas Copas nacionais, Dimitri jogou dois jogos em cada competição. Pela Copa da França, Payet deu uma assistência para André-Pierre Gignac marcar o gol da vitória na prorrogação na primeira partida contra o Reims. Contudo, o time foi eliminado no jogo seguinte, diante o Nice. Na Copa da Liga Francesa, o jogador não participou de gols e seu time foi eliminado pelo Lyon nas quartas de final.
Pelo clube, o jogador voltou a jogar a Liga dos Campeões. Contudo, apesar de ter conseguido participar de um gol pelo time, Dimitri não pôde fazer com que seu time conseguisse nenhum resultado além de derrota nas 5 partidas que disputou. No final, o Marselha foi eliminado na fase de grupos.

#### 2014–15
Em sua segunda temporada, Payet teve sua melhor participação em gols até o momento. Atuando em 36 jogos da Ligue 1, o jogador conseguiu contribuir com sete gols e 16 assistências. Ele tornou-se o líder de assistências naquela temporada de Campeonato Francês que terminou com a 4ª colocação de sua equipe.
Apesar de ter sido eliminado no primeiro jogo do Marseille nas Copas, e ter recebido suspensão do conselho de disciplina no começo de 2015 Dimitri chamou a atenção positivamente, após marcar, ao todo, 21 assistências no ano, e rumou à Premier League ao fim da temporada.

### West Ham

#### 2015–16

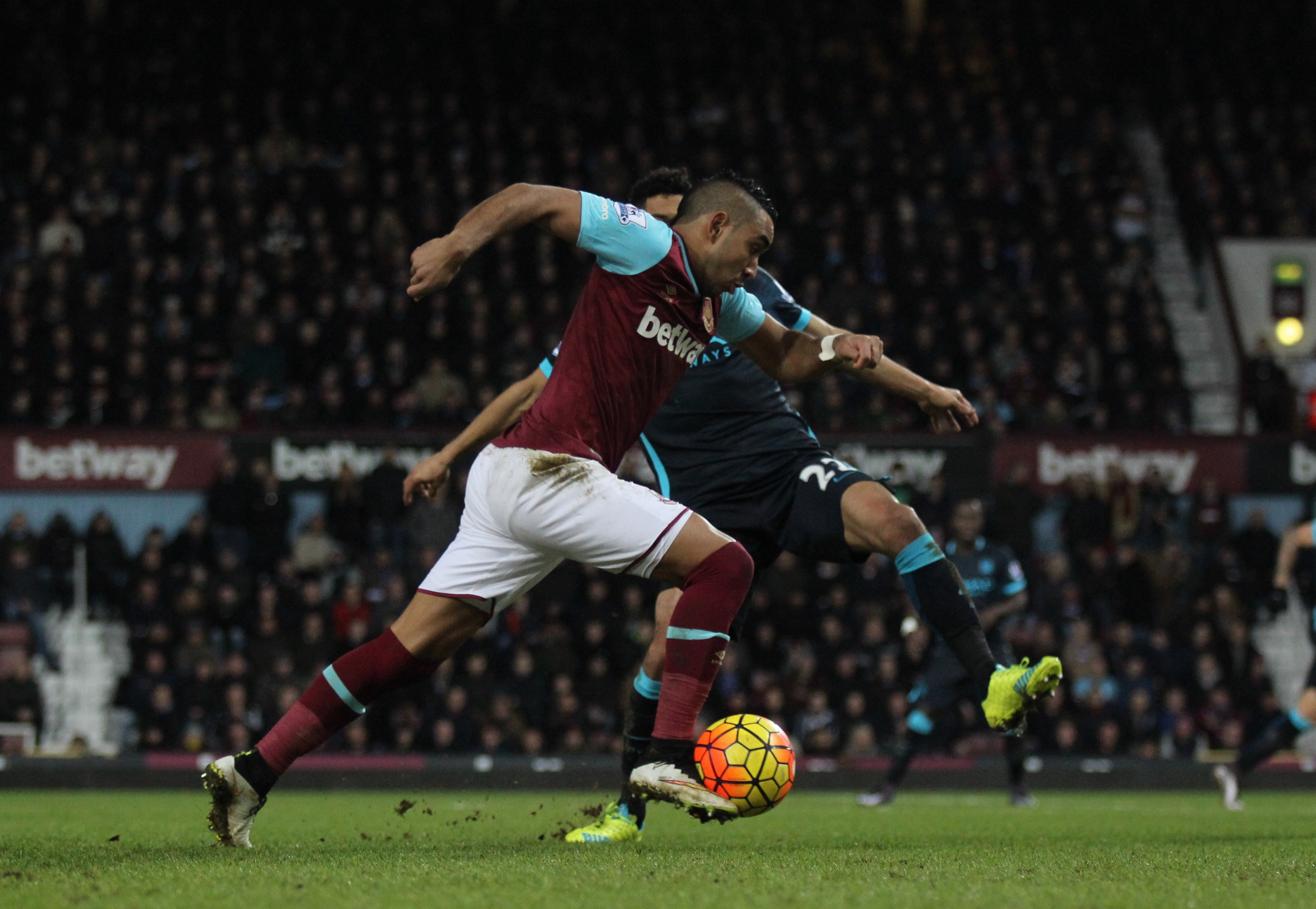
Payet sendo marcado por Gaël Clichy em 2016

No dia 26 de junho de 2015, Payet assinou um contrato de cinco anos com o time londrino. o valor da transação foi algo em torno de 10 milhões de libras.
Estreou na liga contra o Arsenal, ajudando a equipe com uma assistência na vitória por 2 a 0. Seis dias depois marcou seu primeiro gol pelo clube, na derrota para o Leicester por 2 a 1. Marcou dois contra o Newcastle no Boleyn Ground no dia 14 de setembro. Lesionou seu tornozelo em 7 de novembro na partida contra o Everton.

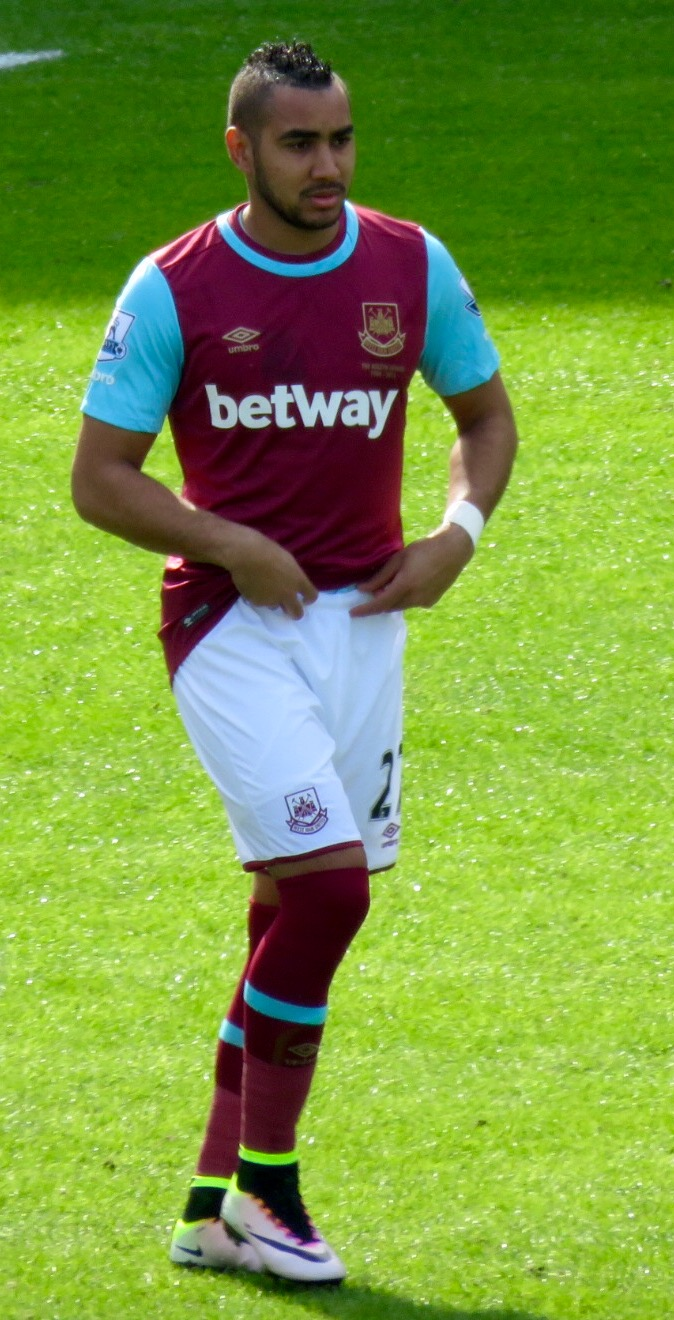
Dimitri Payet em ação pelo West Ham em 2016

Ficou dois meses parado e em seu retorno, no dia 12 de janeiro, marcou um belo gol de falta contra o Bournemouth.
Em sua primeira temporada de Premier League, o jogador fez valer o seu investimento e aplicou nove tentos, sendo dois de falta e mais 12 assistências em 30 partidas. Seu desempenho positivo fez com que ele recebesse o prêmio de Melhor Jogador do West Ham naquela temporada, além de também ter contribuído para que os Hammers garantissem a 7ª colocação na Liga Inglesa.
Tantas assistências fizeram com que Dimitri figurasse entre os três maiores passadores a gol da temporada. Ele empatou com Dušan Tadić, e ficou atrás de Christian Eriksen (13) e Mesut Özil (19). Seus nove gols o deixaram muito longe de brigar por uma artilharia, mas o atleta pôde ficar a frente de figuras renomadas da competição, como Wayne Rooney, Juan Mata, Philippe Coutinho e Daniel Sturridge.
Disputando a Copa da Inglaterra, Dimitri ajudou sua equipe a conseguir bons resultados. Sua primeira participação em gols foi nos jogos de roleplay contra o Liverpool. Na prorrogação, o jogador cobrou uma falta que resultou em um gol de cabeça de Angelo Ogbonna. Tal gol fez com que os Hammers eliminassem os Reds de Coutinho e Lucas Leiva. No jogo seguinte, mostrou ainda mais habilidade ao marcar dois gols e dar uma assistência para Emanuel Eminike na goleada dos Hammers diante o Blackburn Rovers por 5 a 1.
Seguindo, marcou um gol de falta no empate em 1 a 1 contra o Manchester United no Old Trafford pela FA Cup. No entanto, no jogo sequente, os Red Devils conquistaram uma vitória por 2 a 1 e eliminaram o clube adversário da competição.

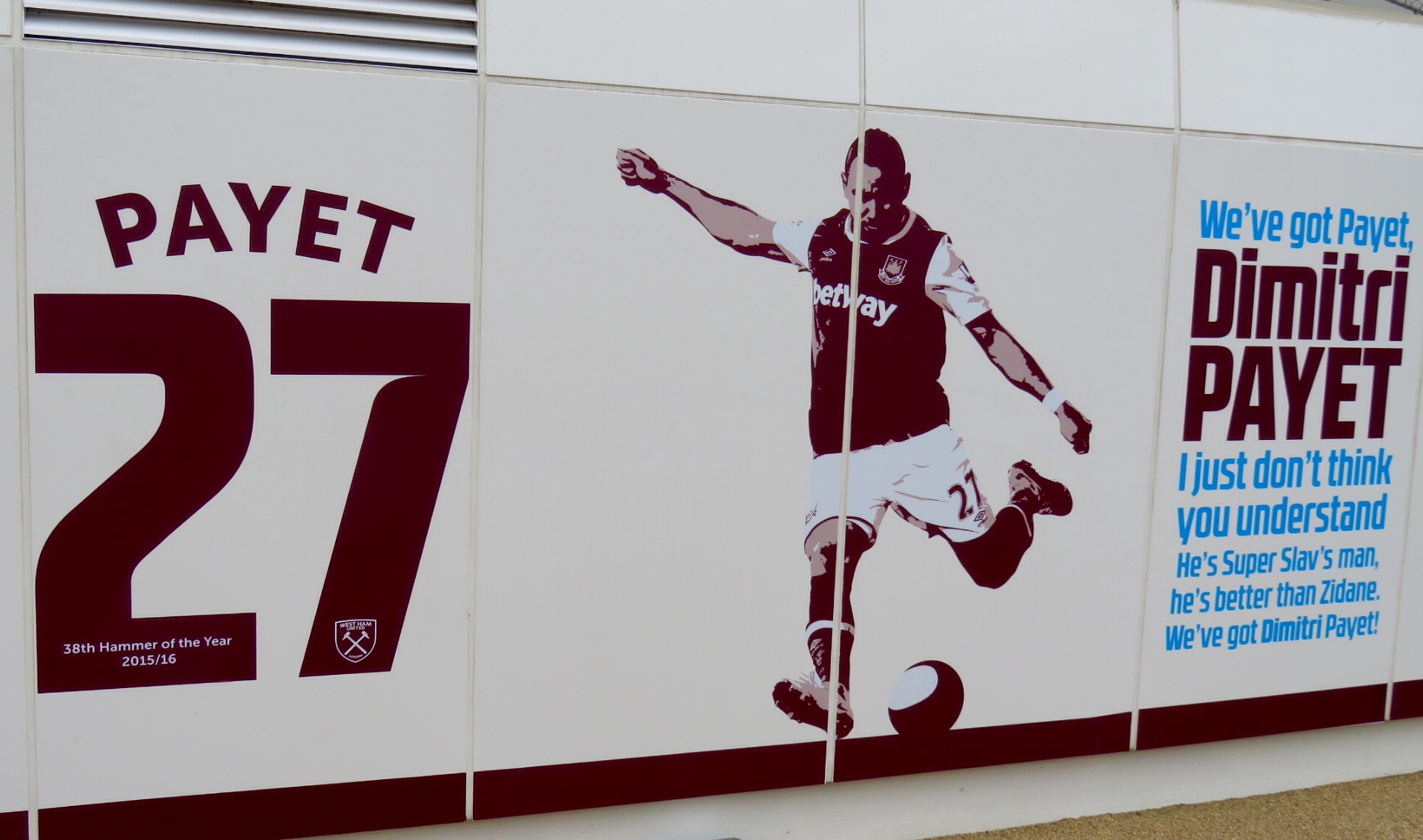
No texto há um canto da torcida que diz que Payet é melhor que Zidane. Essa imagem presenta que Dimitri venceu o prêmio de melhor jogador do clube na temporada.

Quando disputou a Copa da Liga Inglesa, o clube de Payet foi eliminado na primeira rodada. A equipe perdeu o jogo contra o Leicester por 2 a 1 na prorrogação.
Payet também disputou os play-offs da Liga Europa da UEFA. O francês fizera um jogo, onde deu uma assistência para Enner Valencia abrir o placar no empate por 2 a 2 contra o Astra Giurgiu. O jogador não entrou em campo nos jogos de volta e seu clube foi eliminado antes de conseguir vaga à Fase de Grupos.
Payet terminou sua primeira temporada com 38 jogos e 12 gols marcados.[carece de fontes?] Nessa temporada, o francês chegou a ser comparado com outro grande jogador atuando na Premier League: o brasileiro Philippe Coutinho. Tanto o francês quanto o carioca estiveram presentes no Time da Temporada da Premier League, mas o fizeram em momentos diferentes (com Dimitri conquistando esse prêmio na sua estreia na Liga Inglesa e o outro fazendo isso uma edição antes).
Após terminar sua temporada, o jogador direcionou suas atenções para Euro 2016, onde também conquistou demasiado destaque. Com isso, os diretores do time temeram que o jogador pudesse preterir outras equipes europeias a estar com os Hammers para próxima temporada:
| “                                      | Vamos defender com unhas e dentes para garantir que Dimitri vista a camisa vermelha e azul na próxima temporada. Queremos melhorar nossa equipe e o Dimitri faz parte do nosso projeto. Mas temos que ser realistas. Se o Barça ou o Real Madrid fizerem uma oferta e ele quiser ir, será difícil mantê-lo. Você não pode ter um grande jogador como Dimitri e esperar que não haja ofertas, especialmente com suas atuações na Euro 2016. | ” |
| — David Gold, proprietário do West Ham | |   |

Além de ter sido nomeado o Melhor Jogador do West Ham na temporada, e ter entrado ao Time Ideal da Premier League, o atleta venceu o prêmio de Melhor Jogador de Londres em 2016. Na ocasião, venceu grandes nomes de outras equipes da região, como o seu ex-companheiro de time Eden Hazard, Mesut Özil, Willian, Harry Kane etc.
| “                                                    | Esta é a primeira vez que recebo um prêmio pessoal. No ano passado, fui eleito o melhor passador da Ligue 1, mas esta é a primeira vez que sou eleito o melhor jogador. Ser reconhecido assim na minha primeira temporada é muito especial. Especialmente quando vemos os outros potenciais vencedores. | ” |
| — Payet sobre o prêmio de Melhor Jogador de Londres. | |   |

#### 2016–17

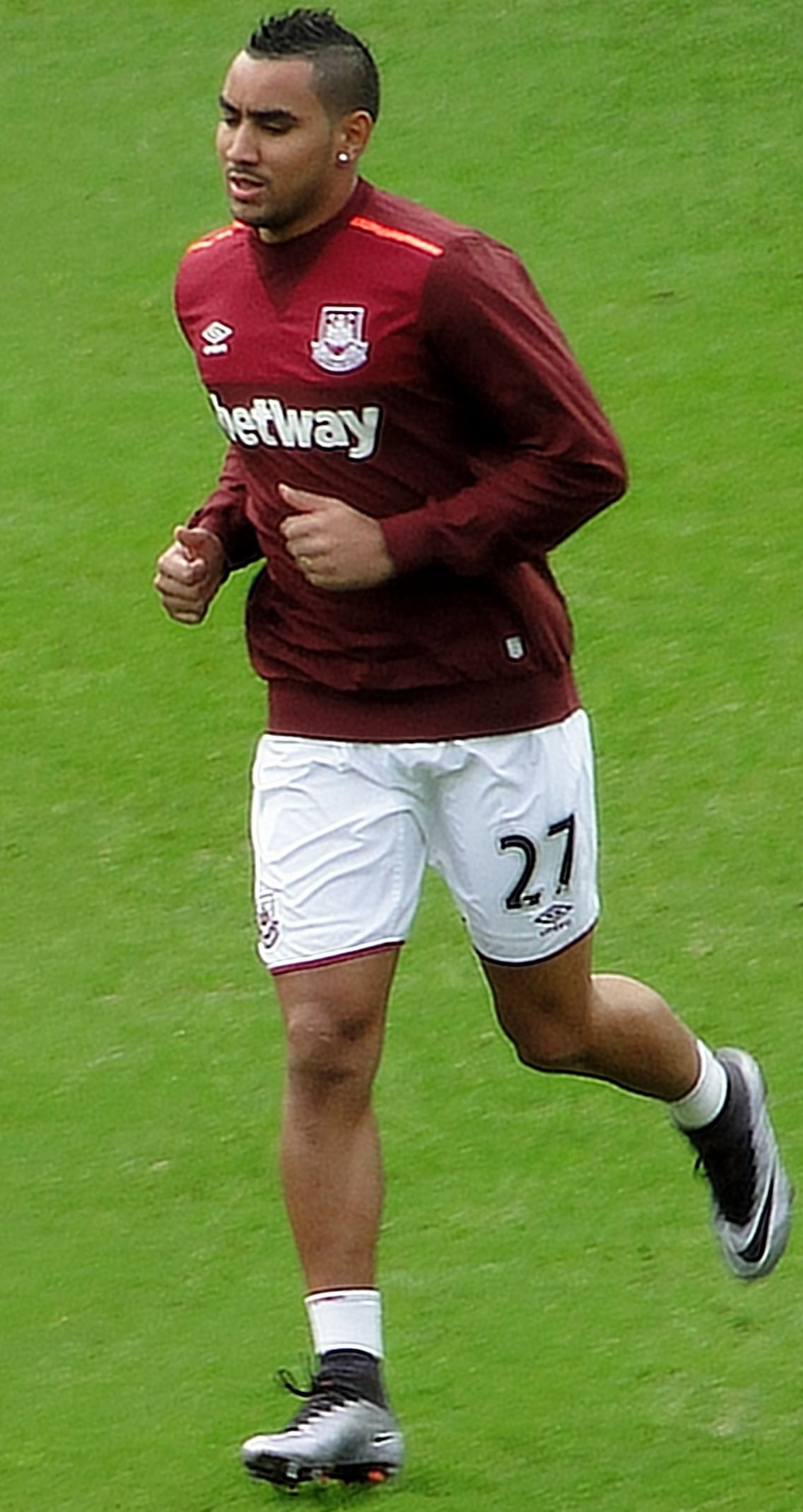
Payet pelo West Ham

Sua temporada final com a equipe de Londres foi recheada de polêmicas. Contudo, enquanto esteve em campo pelo West Ham na Premier League, o jogador contribuiu com dois gols e seis assistências em 18 jogos.
Pelas copas, o jogador foi eliminado na primeira partida diante o Manchester City pela FA Cup, e deu adeus à Copa da Liga Inglesa após três partidas, onde teve a oportunidade de contribuir com um gol, contra o Accrington na primeira partida, e uma assistência na eliminação contra time vermelho de Manchester.
Payet não jogou nenhum jogo dos play-offs da Liga Europa. Todavia, seu time foi novamente eliminado pelo Astra Giurgiu.
Em dezembro de 2016, ocorreu a premiação da Bola de Ouro. Lá, Dimitri chegou a receber votos para o prêmio de Melhor Jogador. Contudo, a sua posição final foi de 17º, empatado com Toni Kroos e Luka Modrić. Sua pontuação foi o suficiente para ficar a frente de outras estrelas do mundo do futebol, como Kevin De Bruyne, Andrés Iniesta, Thomas Müller e Sergio Agüero.
Em 9 de janeiro de 2017, Payet esteve presente na 23ª colocação no The Best FIFA Football Awards 2016. O jogador foi o único indicado do West Ham e chegou a essa colocação sem ter vencido nenhum título com sua equipe (diferente da maior parte dos indicados daquela temporada). Já no dia 12 de janeiro, Slaven Bilić anunciou que Payet não desejava mais jogar pelo clube inglês. Ele não figurou na partida do dia 14, apesar de nenhuma lesão aparente. O clube preferia que o jogador se desculpasse pela sua atitude do que vender seu principal jogador na temporada, o qual vinha sendo o maior criador de chances de gol na competição.
Sua saída ocorreu em sua segunda temporada de time inglês. Ao deixar o clube, David Sullivan, proprietário da equipe londrina, disse estar "extremamente decepcionado que Dimitri Payet não tenha demonstrado o mesmo compromisso e respeito com o West Ham". O francês retornou ao Marseille após os ingleses aceitarem uma proposta de 25 milhões de libras por ele.
O jogador, após sua saída da Inglaterra, assumiu que sua debanda se deveu ao fato do time não possuir grandes ambições, algo que o entediou no decorrer das partidas que fizera com a equipe. Ao fim de sua temporada inicial, Dimitri já tinha o interesse de rumar para outro time, mas só conseguira realizar eu movimento na metade da temporada. Apesar de haver um atrito entre o jogador e a diretoria dos Hammers em relação ao valor que pagariam pelo seu principal atleta, houve um acordo entre eles e o Marselha, que fizera sua repatriação pouco tempo depois de vendê-lo.
| “                                            | Já não queria desempenhar as últimas funções na Premier League. Pode-se dizer que fiquei entediado, sim, passei as partidas sem prazer [...]. Com o West Ham em casa contra o Hull City, vencemos por 1 a 0 e os adversários acertaram (a trave) quatro vezes. No vestiário, todos, todo mundo estava feliz, enquanto o melhor em campo daquele dia era o poste. Disse a mim mesmo que não teria mais espaço para melhorias. Pelo contrário, arrisquei regredir em outro desafio. | ” |
| — Dimitri Payet sobre sua saída do West Ham. | |   |

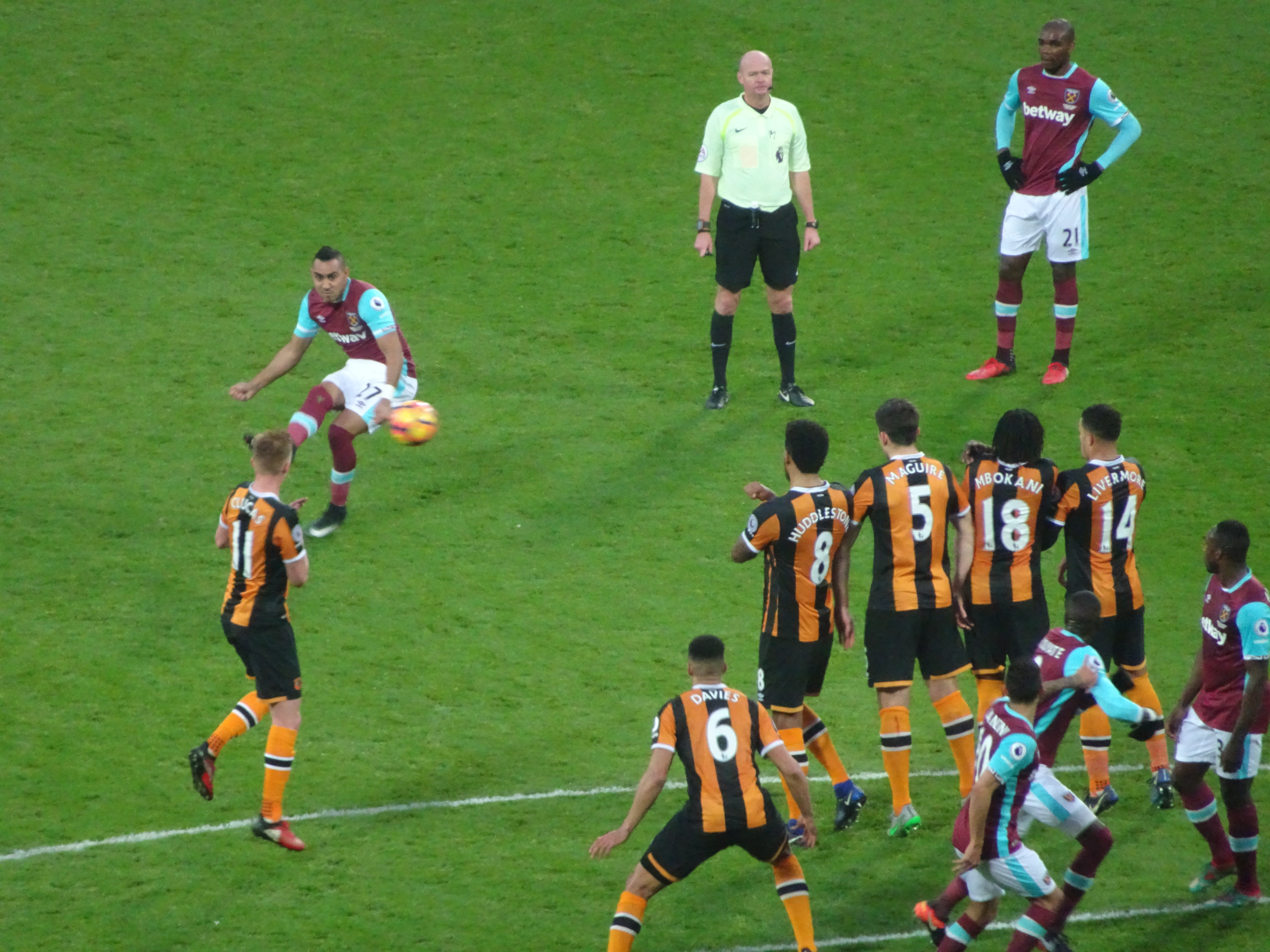
Payet cobrando uma falta em 2016 contra o Hull City.

Seus últimos dias no West Ham foram intensos. O jogador já havia demonstrado interesse em sair da Premier League e os adeptos do clube ficaram enfurecidos com o homem que outrora era o principal atleta da equipe. Com isso, esses torcedores vandalizaram o veículo de Dimitri em uma noite de 2017, pouco antes do jogador assinar com o Marselha. Além disso, alguns de seus companheiros de vestiário também já não possuíam mais o mesmo relacionamento com Payet como foi antigamente.
Payet deixou o West Ham com 60 jogos, 15 gols e 19 assistências.

### Retorno ao Olympique
O retorno do craque par ao time francês, mesmo que com intensas negociações, ocorreu em fevereiro de 2017. Após muitos dias de silêncio, por conta das negociações turbulentas do time de Londres, o atleta publicou em seu Twitter: "Vamos para casa", em alusão ao seu retorno ao Marselha.
Uma das coisas que fez com que Dimitri retornar à França, foi o projeto que o clube tinha de jogar a Liga dos Campeões da UEFA de 2017–18. Além dele, o clube contava com Patrice Evra e Morgan Sanson no esquadrão e acreditava que eles podiam ajudar a equipe a conseguir uma vaga na principal competição europeia na temporada seguinte.
Seu primeiro jogo em sua volta foi na partida contra o Lyon pela Copa da França, no qual seu time acabaria vencendo por 2 a 1. Marcou seu primeiro gol desde sua volta, no dia 8 de fevereiro contra o Guinguamp na vitória por 2 a 0. O jogador contribuiu, ao todo, com quatro gols e duas assistências em 15 jogos de Ligue 1. Sua equipe terminou na 5ª colocação, não ganhando a tão esperada vaga na Liga dos Campeões.
O jogador ainda pôde realizar duas partidas na Copa da França. As duas partidas foram decididas na prorrogação, mas o time não conseguiu repetir o sucesso do primeiro jogo e amargaram uma eliminação diante o Monaco nas oitavas de final. No jogo, Dimitri marcou um gol, contudo, os adversários venceram por 4 a 3.

#### 2017–18

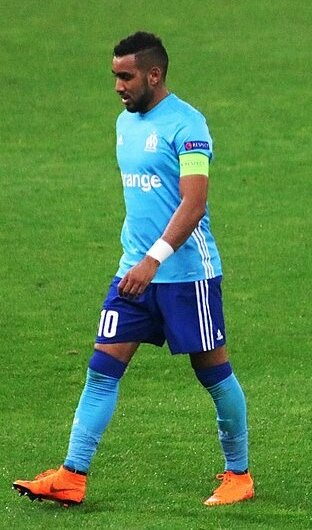
Payet como capitão da equipe em 2018

Em sua nova temporada, o jogador, apesar de ter convivido com algumas lesões, conseguiu se destacar individualmente na Ligue 1 participando de diversos gols na Liga Francesa. Juntamente com o brasileiro Neymar, Dimitri liderou o ranking de assistências com 13 passes diretos para gol. A equipe terminou o campeonato em 4º lugar.
Durante o Campeonato, em janeiro de 2018, Payet ficou marcado por fazer um desconcertante drible no goleiro do Strasbourg. Na partida, o Marselha levava uma vitória simples de 1 a 0 quando o camisa 10 teve a oportunidade de ficar frente a frente com o goleiro. Daí, o craque realizou um drible de corpo que o defensor não pôde acompanhar por completo e lesionou-se no ligamento colateral medial do joelho esquerdo e teve de sair de maca após o tento de Dimitri.
O desempenho do capitão da equipe não foi regular nas copas. Dimitri fizera apenas dois jogos na Copa da França, obtendo demasiado destaque na goleada do OM diante o Bourg-en-Bresse Péronnas 01 por 9–0. Payet fizera nessa partida um gol de falta e duas assistências para seus companheiros. Na partida seguinte, sem ele em campo, a equipe foi eliminada pelo PSG por 3 a 0.

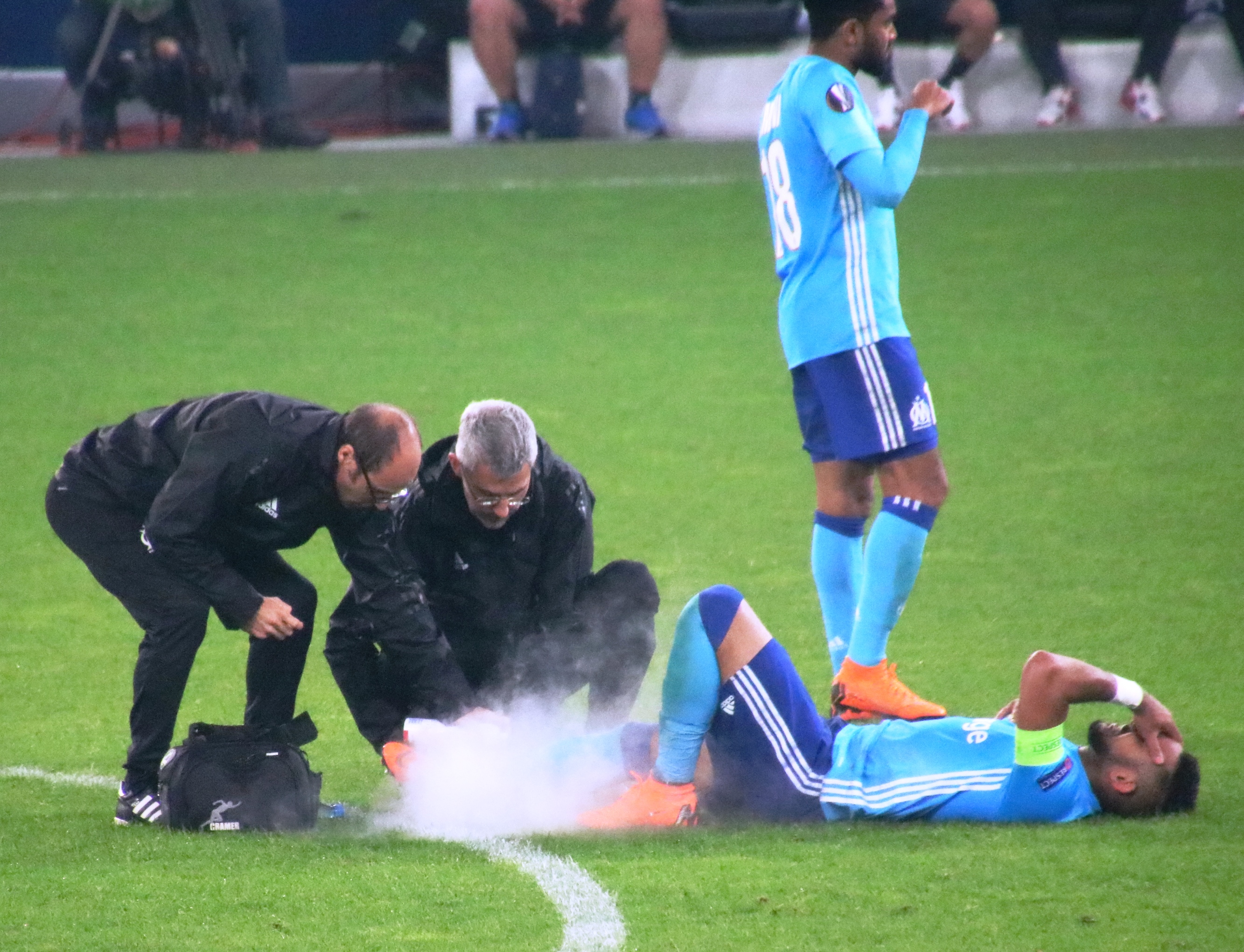
Payet recebendo tratamento na semifinal contra o Salzburg

Atuando pela Liga Europa da UEFA de 2017–18, o jogador ajudou sua equipe a vencer o primeiro jogo dos play-offs dando uma assistência para Valère Germain fechar o placar em 4 a 2 contra o Oostende. Na sequência, o jogador fizera somente o jogo de volta desse duelo e só voltou a entrar em campo na fase de grupos da competição – onde deu um passe para Adil Rami marcar o único gol do jogo na vitória diante o Konyaspor.
Após passar pelas demais partidas de mata-mata, onde se destacou demasiadamente com um gol contra o RB Leipzig – que viria a se tornar o Melhor Gol da Temporada, Payet foi importante nas duas partidas da semifinal da competição, ajudando o Olympique a vencer o Red Bull Salzburg no placar agregado de 3 a 2. Ele lesionou-se aos 31 minutos do primeiro tempo na final da Liga Europa, acabando com suas chances de ir à Copa do Mundo na Rússia. Ao apito final, seu time perdeu a partida decisiva por 3-0 para o Atlético de Madrid.
Ao final da competição, Dimitri foi o líder de assistências da competição, com sete passes diretos a gol em 12 partidas. Ele esteve presente no time ideal da competição com mais 17 jogadores. Concluindo sua passagem na Liga Europa, Payet também ficou em segundo colocado na lista de Melhor Jogador daquela competição, perdendo apenas para seu compatriota Antoine Griezmann.

#### 2018–19
No dia 10 de agosto de 2018, pela Ligue 1, Payet marcou os dois primeiros gols da temporada na goleada de 4 a 0 sobre o Toulouse, no qual o seu segundo gol foi numa cobrança de pênalti marcado pelo árbitro de vídeo (VAR), sendo a primeira vez que a tecnologia foi utilizada no futebol francês.
No decorrer da Liga, o jogador fizera mais dois gols e sete assistências e ajudou a equipe a ficar em 5º lugar. Contudo, a posição não foi suficiente para classificar o clube para alguma competição europeia da temporada seguinte.
Tanto na Copa da França quanto na Copa da Liga Francesa, Payet fizera apenas um jogo e sua equipe foi eliminada. Todavia, o jogador ficou marcado negativamente na partida contra o RC Strasbourg, quando perdeu duas penalidades, sendo um no tempo regulamentar e outro na disputa por pênaltis.
Ao disputar a Fase de Grupos da Liga Europa da UEFA de 2018–19, o jogador participou ativamente da única partida que sua equipe pontuou naquela edição. Contra o Apollon Limassol, Dimitri marcou um gol e deu uma assistência na partida que terminou em 2 a 2 na segunda rodada. Contudo, o time francês perdeu todos os jogos seguintes e foi eliminado antes do mata-mata.

#### 2019–20
Após a saída de Rudi Garcia e a chegada de André Villas-Boas no Marselha, Payet, nessa mesma temporada, perdeu a braçadeira de capitão para o goleiro Steve Mandanda.
Pela Ligue 1, Payet marcou mais gols que na temporada anterior, pois balançou as redes nove vezes. Apesar de ter dado apenas quatro assistências, a equipe conquistou a 2ª posição na tabela final da Liga e voltou a ganhar vaga à fase de grupos da Champions League desde a Ligue 1 de 2012–13.
Pela Copa da França de Futebol de 2019–20, Payet marcou três gols em quatro partidas, sendo todos os seus tentos em sequência. Contudo, na única partida que o jogador passou em branco, o time foi eliminado nas quartas de final diante do Lyon.
Na Copa da Liga Francesa, apesar do gol ter sido considerado contra, Payet finalizou aos 77 minutos, a bola desviou no pé do goleiro Benjamin Lecomte e estufou a rede para descontar o placar final da partida de 2 a 1 diante o Monaco.

#### 2020–21
Pela Supercopa da França de 2020, Payet e sua equipe enfrentaram o PSG. O jogador marcou um gol no fim da partida, mas sua equipe foi derrotada pelo clube de Paris por 2 a 1.

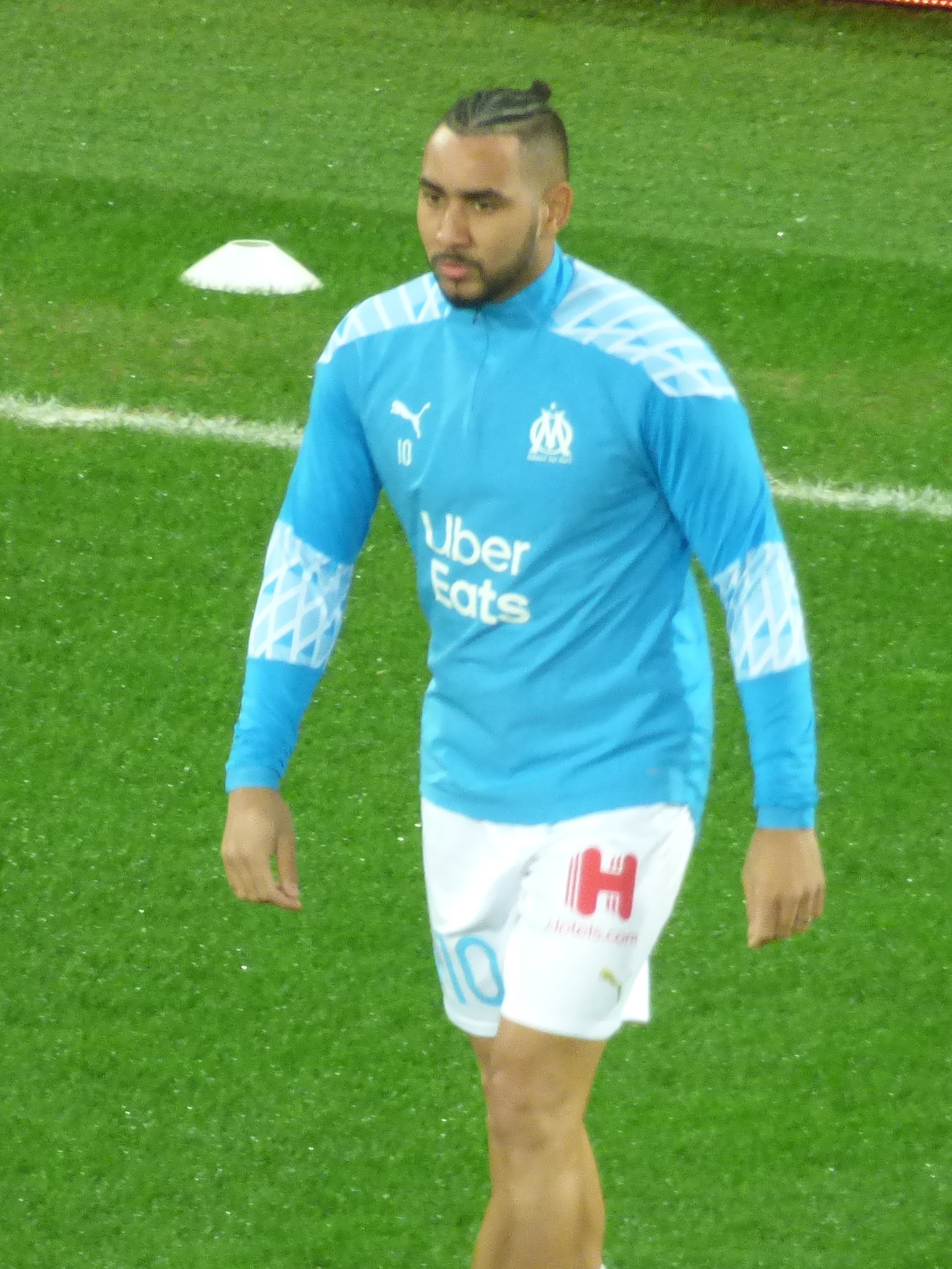
Payet pelo Marseille em 2021

Já pela Ligue 1, Payet fizera sete participações em gols nos seis primeiros meses do campeonato. Contudo, a partir de março, com a chegada de Jorge Sampaoli ao comando do Marseille, Dimitri fizera 9 participações em apenas dois meses e terminou a temporada de Liga com sete gols e nove assistências. A equipe ficou com a 5ª colocação, tendo vaga para Liga Europa da temporada seguinte.
Nos primeiros sete jogos de Sampaoli comandando o Marseille, o treinador comentou sobre o desempenho positivo do francês:
| “ | Dimitri está cada vez melhor, principalmente mentalmente, isso é o mais importante. Ele joga cada vez mais perto do gol adversário. Ele está progredindo em termos de gols e assistências. Ele parece ter entendido o modo de jogo que queremos implementar, e é positivo no nosso progresso, para nos aproximarmos dos objetivos deste projeto. | ” |

Pela Copa da França, Payet estreou com o elenco na segunda rodada da competição. No entanto, sua equipe foi eliminada após perder de 2 a 1 para o Canet Roussilon.
Disputando a Liga dos Campeões, Payet foi responsável por todos os gols da equipe na competição. Naquela temporada, a equipe perdeu todos os jogos sem balançar as redes, com exceção da quinta rodada, quando Dimitri marcou dois gols diante o Olympiacos na vitória dos franceses por 2 a 1. Como não conseguiram fazer uma Fase de Grupos regular, o time de Marselha não somou pontos o suficiente e ficou em último colocado no Grupo C.

#### 2021–22

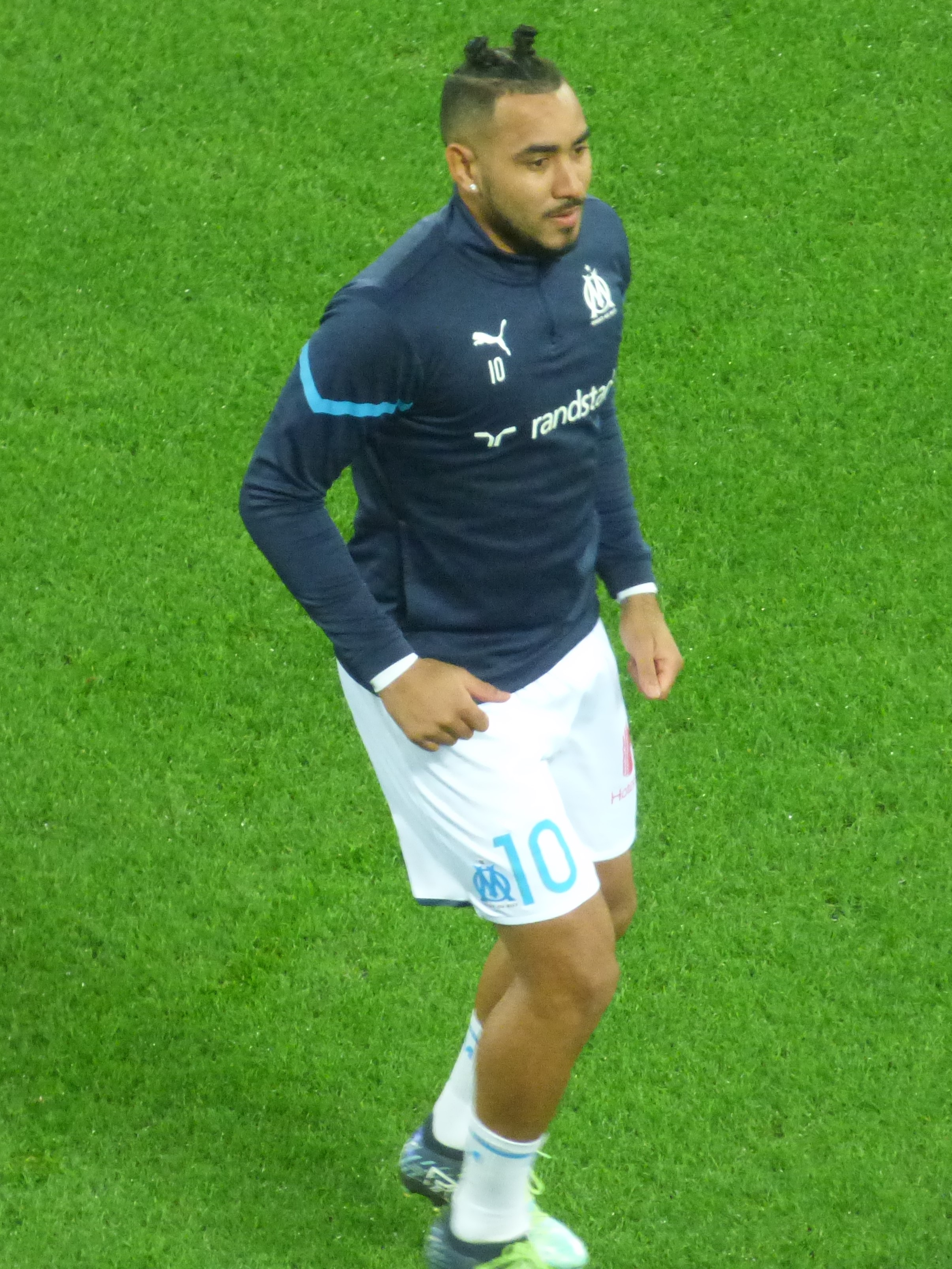
Dimitri aquecendo para uma partida no ano de 2022

Começando mais uma temporada de Ligue 1, Payet começou sua temporada muito bem fazendo oito participações diretas em gol nas primeiras 11 rodadas. Nessa período, Dimitri voltou a obter a braçadeira de capitão da equipe de Marselha, já que o técnico Jorge Sampaoli optou por usar o goleiro Pau López no lugar do antigo capitão Steven Mandanda.
No decorrer do ano, Payet teve dois momentos que marcaram sua temporada: em novembro, durante a 14ª rodada do Campeonato Francês, Dimitri foi atingido por uma garrafa cheia de água no jogo entre o Marselha e o Lyon em 2021. Um atendimento ao jogador foi feito ainda em campo e os jogadores de ambas as equipes se retiraram do gramado. O jogo foi cancelado e a partida teve de ser jogada em outra data. dois dias depois, o torcedor que lançou o objeto foi condenado a seis meses de prisão com sursis.
Já em abril de 2022, contra o Stade de Reims, pela 34ª rodada do Campeonato Francês, Payet chegou a sua centésima assistência na Ligue 1, e se tornou o maior assistente da história desde a criação oficial do ranking na temporada 2007–08. O gol em questão foi marcado pelo meio-campista Gerson. Curiosamente, essa foi a última participação em gols de Dimitri na temporada, pois o camisa 10 lesionou-se no fim da partida de outra competição e não entrou mais em campo.

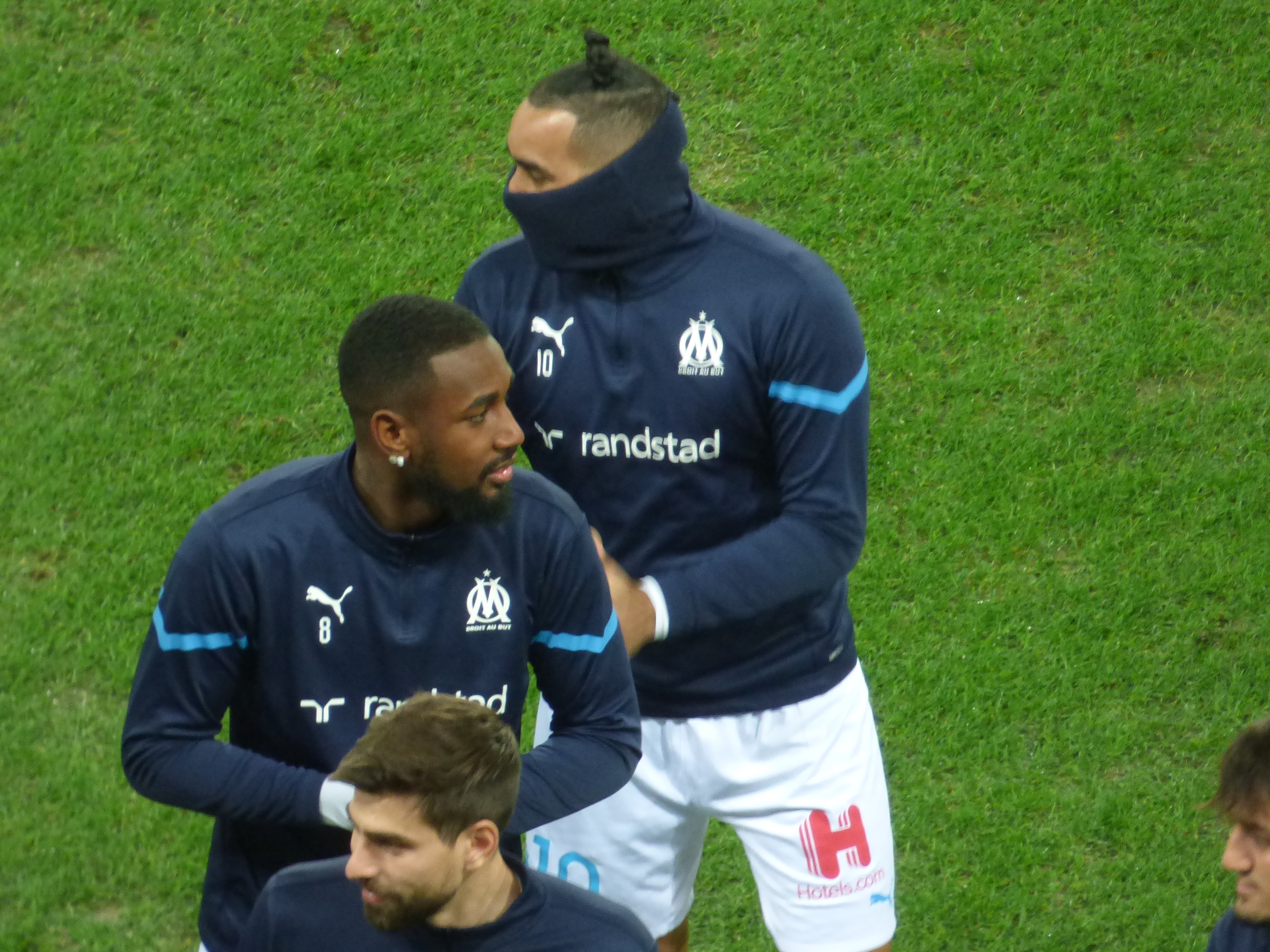
Dimitri Payet e Gerson pelo OM.

Dimitri terminou a Ligue 1 daquela temporada com 12 gols e nove assistências em 31 partidas, sendo o líder dessas duas categorias na equipe do Marseille naquela edição de Campeonato Francês. O time terminou a temporada em segundo lugar na Liga, garantindo-se na Champions League novamente.
Seus números expressivos aconteceram por conta da mudança de posição do jogador durante aquele momento. Era comum que Payet jogasse como um ponta-esquerda, mas o técnico Sampaoli o posicionou mais centralizado nas partidas.
Pela Copa da França de Futebol de 2021–22, Payet não marcou gols no tempo normal. De fato, a única vez que o, naquela temporada, centroavante balançou as redes foi quando sua equipe direcionou-se aos pênaltis contra o Montpellier. No jogo seguinte, nas quartas de final, o time foi goleado pelo Nice por 4-1 e deu adeus à competição novamente.
Disputando a Liga Europa da UEFA de 2021–22, Dimitri esteve na irregular campanha do time na Fase de Grupos. Em seis jogos, a equipe venceu somente um jogo, tendo empatado as 4 primeiras e perdido um jogo. Payet fizera um gol em empate contra a Lazio por 2-2, mas o time não garantiu-se entre os dois primeiros colocados e tiveram de disputar a Liga Conferência Europa da UEFA.
Disputando a Liga Conferência Europa da UEFA de 2021–22, Payet conseguiu ajudar o time a direcionar-se até as semifinais participando diretamente de seis gols em sete partidas jogadas, com destaque para seu gol indicado ao Prêmio Puskás nas quartas de final diante o PAOK FC, futuramente também viria a ser eleito o Gol da Temporada na competição. No jogos das semis, Dimitri não conseguiu participar de gols, e teve um final dramático quando saiu lesionado do jogo de volta contra o Feyenoord Rotterdam. Ao apito final, o time da França estava eliminado e o jogador não faria mais nenhuma partida naquele fim de temporada.
Sobre a saída de Payet, o treinador Jorge Sampaoli disse após o fim do jogo:
| “ | Acho que inicialmente o jogo estava a nosso favor até a lesão do Payet. Depois houve dez minutos um pouco confusos antes do intervalo. No segundo tempo tentamos de outra forma, de outra composição. Na área adversária faltou precisão. Não conseguimos nos impor. Gostaria de ressaltar que a equipe fez tudo o que pôde mas infelizmente o objetivo não foi alcançado. (...) A contribuição da bancada? As substituições tentaram, eu acho. Houve um desempenho muito alto de alguns jogadores. Para outros, foi mais difícil. Mas, francamente, a saída de Payet mudou muito a partida. Sem Payet, o plano teve de ser modificado. Pape Gueye teve que ser eliminado mesmo tendo controlado bem sua área no primeiro tempo. Modificamos o plano para encontrar uma alternativa. Acho que todo mundo tentou muito. | ” |

Seu desempenho individual, ainda que tivesse feito apenas sete jogos, conseguiu ser o suficiente para o jogador ser reconhecido no Time Ideal da competição continental daquela temporada.

#### 2022–23
Em sua última temporada com a camisa do Olympique de Marseille, o jogador enfrentou alguns problemas extra campo. Além de suas lesões, Dimitri recebeu criticas no decorrer da temporada (de algumas anteriores idem) por estar "fora do peso". O jogador rebateu as acusações dizendo que elas eram "injustas".
A temporada 2022–23, para Payet foi de fraco desempenho, ele que foi pouco utilizado, apontando quatro golos e três assistências em 27 jogos (todos na Ligue 1 de 2022–23). Sua equipe terminou a temporada em terceiro lugar na Ligue 1.
Em reta final de temporada, Payet se envolveu em uma polêmica após acertar um tapa no auxiliar do Lens na 34ª rodada do Campeonato Francês, Payet foi suspenso por três jogos. A decisão foi contestada pela equipe de Marselha, todavia foi mantida pela Federação Francesa de Futebol. O jogador cumpriu dois jogos pela Ligue 1, os últimos da temporada, e esperaria até o começo da próxima para cumprir a última partida por conta da agressão. Todavia, Dimitri não permaneceria mais na equipe francesa. Ele cumpriria esse jogo de suspensão na sua próxima equipe.
Dimitri Payet anunciou em 21 de julho de 2023, o fim de ciclo no Marselha, depois de ter terminado contrato com o clube. Ele realizou 326 jogos e contabilizou 78 golos e 95 assistências. Tantos jogos fizeram com que ele se tornasse o sétimo atleta com mais partidas pelo clube, e seus gols também fizeram com que o jogador ocupasse a mesma posição na artilharia histórica.
Emocionado, o jogador comentou sobre a saída dele do clube que defendeu por tantos jogos:
| “ | Não era o que eu esperava, da minha parte. A melhor solução é aceitar a decisão do clube. Eu vou me expressar melhor em três dias, mas quero agradecer a todos os torcedores. Gostaria de continuar a jogar futebol. Vou sair depois de uma temporada difícil, com pouco tempo de jogo. Só quero voltar a me divertir. | ” |

Apesar da tribulação da última temporada, o jogador conseguiu bons momentos também. Na 10ª rodada da Ligue 1, o jogador marcou um gol na derrota contra o AC Ajaccio. Nesse dia, em 8 de outubro de 2022, ele chegou a marca de 100 gols. Sendo assim, o craque foi o primeiro jogador da história a marcar 100 gols e 100 assistências na Liga Francesa.
Em 10 de fevereiro de 2023, Payet foi anunciado pela FIFA como um dos três finalistas do prêmio Puskás 2023. Ele disputou no The Best o troféu de gol mais bonito da temporada passada com o gol na que anotou nas quartas de final da Liga Conferência no jogo do Marseille contra o PAOK. Contudo, o gol vencedor foi o de Marcin Olesky, um jogador de futebol para amputados.

### Vasco da Gama

#### 2023
O Vasco anunciou a contratação de Dimitri Payet, que assinou até julho de 2025. No dia 15 de agosto de 2023, as contas oficiais da equipe anunciaram a chegada do jogador no Rio de Janeiro. Ainda que o desembarque estivesse marcado para 5 horas da manhã, milhares de torcedores vascaínos lotaram o Aeroporto do Galeão para recepcionar o camisa 10, a mobilização à recepção foi amplamente divulgada nas redes sociais por meio de uma hashtag (#AeroPayet) incentivada pelo próprio clube carioca. Um dia depois de sua chegada, e após realizar os exames médicos,  o jogador assinou oficialmente com a equipe cruzmaltina.
Um dia antes de pisar em solo brasileiro, o jogador disse que sua chegada no clube de São Januario não foi motivada pelo dinheiro, mas sim pelo amor ao futebol:
| “                            | Eu queria um desafio tão empolgante quanto no Olympique de Marselha. As pessoas que me conhecem sabem que dinheiro não é uma prioridade para mim há muito tempo. É claro que eu acho bom ter dinheiro, mas eu escolhi o Vasco pelo amor ao futebol, não por dinheiro. | ” |
| — Dimitri Payet à RMC Sports | |   |

No clube brasileiro, Payet recebeu ajuda de dois companheiros de clube para se adaptar ao país sul-americano. Robson Bambu e Léo Jardim, ambos com passagem pela Ligue 1, eram os jogadores responsáveis por traduzirem as ordens do então treinador Ramón Díaz. Léo Matos, membro da comissão técnica e ex-jogador do Vasco, também repassava as informações em francês para o jogador.
Após o esforço do jogador para ficar disponível à equipe carioca, aprimorando a forma física em dias de folga do elenco, (e cumprir o último jogo de suspensão que recebeu enquanto jogava na Europa) o francês estreou no dia 3 de setembro, num empate em 1 a 1 contra o Bahia, na Fonte Nova, pela 22ª rodada do Campeonato Brasileiro. Na ocasião, Payet entrou no decorrer do segundo tempo. Esse foi seu primeiro jogo desde maio, quando ainda atuava na França.
Na sua estreia em São Januário (com público pela primeira vez em quase três meses), Dimitri contribuiu com uma assistência para Rossi ampliar o placar para 2-0, em uma goleada por 5-1, contra o Coritiba na 24ª rodada do Brasileirão. O jogador fazia suas partidas com a gola da camisa alta em homenagem ao craque francês Éric Cantona, um atleta que Payet admira.
Apesar de pouco tempo, a temporada debutante de Payet foi muito positiva à torcida vascaína. Ainda nos primeiros meses de clube, o francês ganhou uma música em sua homenagem. Tal canção, é feita no parodiando a canção "Prefixo de Verão", da Bamdamel.
| “                                                    | Eles a cantaram nos primeiros dias, mas é verdade que a estamos ouvindo cada vez mais. Isso é um bom sinal. É emocionante. Não há nada mais bonito do que ouvir um canto cantando em sua homenagem. É ótimo para sua confiança e seu moral. Quando minha esposa ouve o estádio cantando meu nome e vê tudo o que estou construindo aqui, isso reforça nossa escolha. Se eu estivesse infeliz e não jogasse, todos nós perderíamos. Agora ela me vê se divertindo, dando prazer às pessoas, e percebe que os sacrifícios valem a pena. | ” |
| — Payet, sobre a música da torcida em sua homenagem. | |   |

Payet concluiu sua temporada de estreia pelo Brasileirão marcando dois gols e dando uma assistência em 17 partidas. Seu primeiro tento ocorreu pela 27ª rodada, quando o Vasco bateu o Fortaleza por uma vitória simples (ele tornou-se o primeiro francês a marcar um gol pelo Campeonato Brasileiro). Sua última participação direta ocorreu na 34ª rodada. Um gol de falta ajudou a garantir o triunfo dos cariocas contra o América Mineiro, o jogo terminou em 2 a 1. O tento aconteceu nos últimos minutos da partida, e assegurou o placar favorável ao cruzmaltino. Na comemoração, Dimitri apontou para um patch da camisa que homenageava postumamente Roberto Dinamite, um dos maiores ídolos da história do clube, enquanto dizia "Sou eu!".
O Vasco garantiu-se na Série A na última rodada, e conquistou a 15ª colocação na tabela final.

#### 2024
Em 2024, Dimitri foi elogiado pelo preparador físico do Vasco, já que conseguiu emagrecer oito quilos na volta do jogador antes da Pré-Temporada:
| “ | Conseguimos emagrecer o Payet em oito quilos, em dois meses. Ele voltou das férias mais magro ainda, com um percentual bem legal, ele chegou com 88kg e agora está com 80. Ele atuava na Europa com 82, então ele tá mais magro. Ele é um cara muito sério, muito fiel, e levou a sério a alimentação também. | ” |

Juntamente com a equipe principal, o francês atuou com a equipe no Uruguai por dois jogos na Serie Río de La Plata (pré-temporada). Ao final de sua participação, o atleta foi condecorado como o Melhor Jogador do Torneio. Em duas partidas Dimitri participou dos dois gols do Vasco naquele torneio. Na primeira, deu um passe para Erick Marcus dar uma assistência para o tento de Léo Pelé. No jogo final, Payet balançou as redes contra o Deportivo Maldonado.

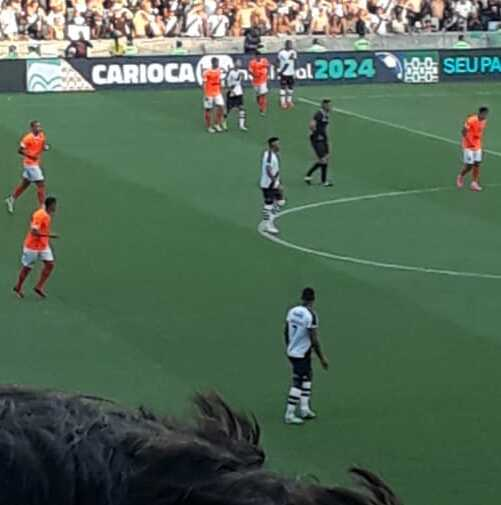
Payet (no círculo do meio campo) pelo Vasco em 2024

Payet estreou oficialmente pelo Vasco dando um passe de calcanhar para o jovem Rayan fazer o último gol na vitória da sua equipe por 2 a 0 diante do Madureira, na terceira rodada do Campeonato Carioca. Na partida seguinte, contra o Bangu, Dimitri fizera seu primeiro tento oficial na temporada. O jogo terminou 2 a 2.
Em sua última partida na primeira fase do Estadual, Dimitri novamente fizera uma exímia performance. Contra a Portuguesa, o jogador abriu o placar e depois deu mais duas assistências para ajudar na vitória de 4 a 0 do seu clube. O triunfo garantiu o Vasco diretamente nas semifinais da competição contra o Nova Iguaçu. Todavia, o clube foi eliminado para o time nessa mesma fase da competição.
No treino, Dimitri lesionou-se no joelho e perdeu as três primeiras rodadas do Campeonato Brasileiro. O jogador só pôde estrear pela competição no dia 27 de abril, na quarta rodada, onde o Vasco perdeu para o Criciúma por 4 a 0.
Ao entrar em má fase, devido suas lesões e as dificuldades de se encaixar no dia a dia da equipe, a diretoria cogitou sua saída antes do término de seu contrato, válido até 30 de junho de 2025, na qual o entendimento do clube era de que o atleta não estava dando o retorno esperado em campo. Segundo pessoas ligadas ao clube, ele estava triste e isolado do elenco. Ele cogitou sair na segunda janela de transferência, porém após conversas com o presidente Pedrinho e a chegada de Phillippe Coutinho, o fizeram mudar de ideia.
O francês permaneceu no elenco sendo o titular do clube durante a maior parte da campanha, mesmo que isso significasse ter Coutinho entre os suplentes. Ao longo do segundo turno, Dimitri conseguiu ter dois jogos em que fizera gols em rivais. Na 29ª, estufou as redes do Juventude e fizera um doblete na rodada 31, ajudando o Vasco a vencer o Bahia por 3 a 2. Nessa partida, o camisa 10 estava sendo assistido pela sua esposa e filhos – que ficaram na França enquanto o jogador passava o período de contrato no Brasil. Mesmo com a grande performance, deu o prêmio de Melhor em Campo para a jovem promessa Vascaína Rayan.
Assim que Felipe Maestro chegou para comandar o time interinamente nas últimas três rodadas do Campeonato, Dimitri não foi titular em nenhum desses jogos, apesar de sempre ter sido utilizado no decorrer do segundo tempo. Ao fim do Brasileirão, o jogador participou de seis gols – divididos igualmente entre gols e assistências – e o Vasco concluiu a tabela na 10ª posição, garantindo-se na Copa Sul-Americana, a primeira competição Continental desde 2020.
Payet também tivera partidas importantes na Copa do Brasil. Em sua estreia, foi essencial para garantir o empate em 3 a 3 contra o Água Santa nos acréscimos do segundo tempo. Na ocasião, acertou um cruzamento de falta que culminou no gol de Lucas Piton. Assim que passaram de fase, com o francês acertando uma das cobranças nas penalidades, o jogador também deu uma assistência na partida seguinte contra o Fortaleza. Os nordestinos, porém, empataram e coube ao atleta acertar a primeira cobrança na disputa por pênaltis. Ele não fizera mais nenhuma participação direta em gols e o clube foi eliminado na semifinal diante o Atlético Mineiro.
Payet fizera uma temporada regular, tornando-se o grande garçom do time com nove assistências e cinco gols em 41 partidas. Apesar dos números, o jogador sofreu com críticas ao longo da temporada, tendo sido vaiado no dia 29 de agosto após performances ruins. Mesmo que alguns torcedores tenham demonstrado algum descontentamento, o francês era um apoiador do clube brasileiro e desabafou em suas redes sociais sobre o momento irregular:
| “                          | Algumas pessoas vão tentar destruir sua imagem, manchar sua personalidade criando boatos sobre você. Mas nunca poderão tirar suas boas ações. Porque, não importa como eles te descrevam, você sempre será admirado por aqueles que te amam. Quando você realmente não se importa com o que as pessoas pensam de você, significa que você alcançou um nível perigosamente incrível de liberdade. Aqui é meu lugar! Aqui é Vasco! | ” |
| — Payet sobre as críticas. | |   |

#### 2025
O clube contratou Fábio Carille para assumir o posto de treinador, e foi ele quem decidiu pôr Philippe Coutinho na equipe titular, o que minou a participação do francês na equipe titular. Quando perguntado, o comandante afirmou que cogitava jogar com o dois craques mundiais ao mesmo tempo, as futuramente, ao longo do Campeonato Carioca, não os utilizou desse modo. Assim, o jogador careceu de boas partidas e não participou ativamente de nenhum gol nos jogos que entrou no Estadual. O clube, por sua vez, foi eliminado novamente nas semifinais da competição.
Ao mesmo tempo, o jogador era criticado por parte da torcida vascaína. Logo que o Vasco foi eliminado no Estadual pelo Flamengo, Payet e Maxime Domínguez, os dois europeus do elenco, foram vistos na Sapucaí comemorando o Carnaval. No terceiro mês de 2025, os jornais brasileiros anunciaram que o jogador estava tendo um caso há 7 meses com uma advogada brasileira. Na época, o camisa 10 era casado com Ludivine há 18 anos, mas ela havia ficado na França enquanto o marido cumpria seus últimos meses de contrato com a equipe carioca – este que se encerraria no meio do ano.
A medida que apareciam mais acusações ao jogador, ele também continuava suas performances pela equipe do Vasco ainda como suplente de Coutinho. Seus jogos iniciais pela equipe, pós Estadual, foram de determinado destaque em partidas pontuais. O jogador conseguia contribuir diretamente para gols dando assistências para o jovem Rayan em algumas oportunidades nas primeiras rodadas das principais competições nacionais que o clube enfrentava. Na estreia da Copa do Brasil, deu um passe para o jogador ampliar o placar para 2–0 em um triunfo diante o União Rondonópolis. Mais tarde, na rodada de abertura do Brasileirão, o francês, de costas, deu um passe para o brasileiro garantir a virada para 2–1 contra o Santos. Após a primeira rodada de titular de Dimitri, uma derrota para o Corinthians por 3–0, a dupla com Rayan novamente mostrou-se produtiva e o sul-americano estufou as redes do Sport na 3ª jornada. Na 4ª, em uma nova perda de três pontos diante o Ceará no Castelão, o camisa 10 sofreu uma entrose no joelho direito – apresentando lesão do ligamento colateral medial – e precisou deixar os gramados para tratar o problema e se ausentou dos próximos jogos.
No dia 9 de Junho de 2025, o Vasco anunciou a rescisão do contrato de Payet e o fim da passagem do jogador pelo clube.

## Seleção Francesa

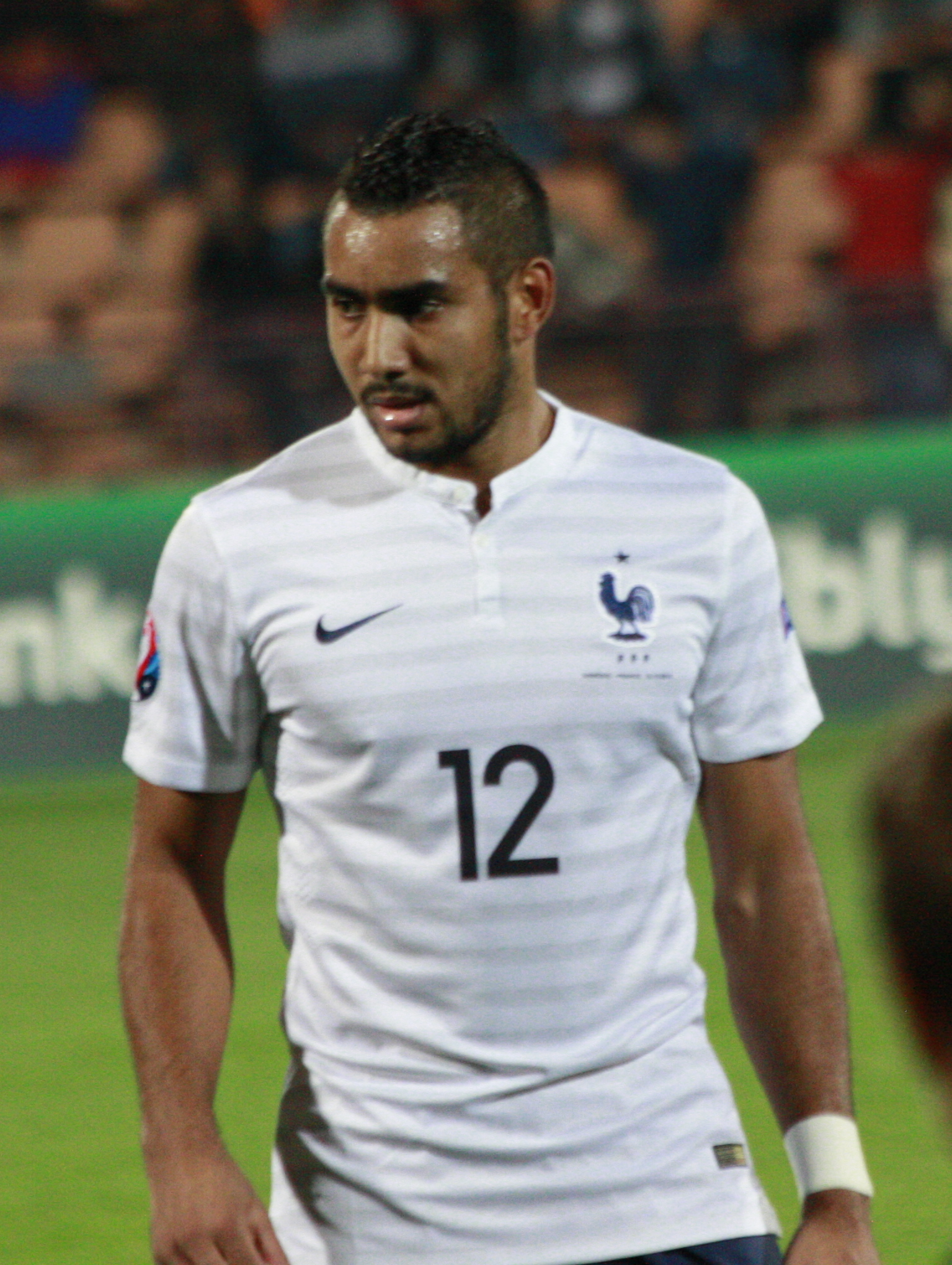
Payet pela Seleção Francesa

Defendeu a Seleção Sub-21 entre 2007 a 2009 e foi convocado para a seleção principal pela primeira vez no dia 30 de setembro de 2010, nas Eliminatórias para Eurocopa de 2012. No entanto, o jogador não foi mais convocado e deixou de participar da Euro de 2012.
Após a saída de Laurent Blanc, que foi eliminado precocemente da Eurocopa de 2012, assumiu Didier Deschamps. O ex-jogador do Olympique de Marseille tratou de convocar Payet mais vezes que o treinador anterior. Assim, Dimitri conseguiu jogar a Eurocopa seguinte.

### Euro 2016
Payet foi convocado por Didier Deschamps para a disputa da UEFA Euro 2016 disputada em seu país. Chegou a Seleção com crédito depois de ser o principal destaque do West Ham na Premier League 2015–16.
Payet estreou já marcando um golaço decisivo na vitória sobre a Romênia por 2 a 1. No jogo seguinte mostrou que tinha estrela e marcou mais um golaço, desta vez na vitória por 2 a 0 sobre a Albânia. Com esses dois gols ele foi o grande destaque francês na fase de grupos, na qual avançaram até chegarem à final da Competição.
Em 2016, na final da Euro, diante da Seleção Portuguesa, Payet causou polêmica ao lesionar o capitão do time adversário, Cristiano Ronaldo, que acabou saindo do jogo aos 31 minutos do primeiro tempo. Mesmo sem o principal jogador do time, Portugal venceu a França por 1–0, com gol de Éder na prorrogação.

#### Pós-Euro
Após o vice-campeonato na Euro, Dimitri continuou sendo convocado constantemente para defender a sua Seleção, estando muito ativo nas Qualificações Europeias para Copa do Mundo de 2018. Contudo, ficou de fora da Copa do Mundo por conta de uma lesão sofrida na Final da Liga Europa da UEFA em 2018.
| “                                                                                        | Sem lesão, (Payet) era um sério candidato a uma posição nos 23 (convocados) [...] Há um período de recuperação para este tipo de lesão. Mas como é muscular, há um significativo risco de nova reincidência. Comparado aos prazos que são meus, infelizmente para o Dimitri não será possível (ser convocado para Copa). | ” |
| — Deschamps, sobre não ter convocado Payet. Ao final da Copa, a França sagrou-se campeã. | |   |

Depois da Campanha Vitoriosa na Copa do Mundo, Payet retornou para duas convocações ainda em 2018. Ele jogou um amistoso contra Islândia e depois foi convocado para disputar a Liga das Nações da UEFA em outubro, onde não entrou em campo. Daí, após ser suplente nessa partida, deixou de ser convocado.
Enquanto estava sob o comando de Jorge Sampaoli, o jogador voltou a ter demasiado destaque no Marselha. Com isso, a mídia francesa especulava o retorno de Dimitri à Seleção para disputar a Copa do Mundo de 2022. Deschamps assumiu que havia possibilidade de convocá-lo, contudo, o chamado não ocorreu.
|    | Data                 | Local               | Resultado | Adversário | Gols | Competição                             |
| -- | -------------------- | ------------------- | --------- | ---------- | ---- | -------------------------------------- |
| 1. | 7 de junho de 2015   | Paris, França       | 3–4       | Bélgica    | 1    | Partida Amistosa                       |
| 2. | 29 de março de 2016  | Paris, França       | 4–2       | Rússia     | 1    | Partida Amistosa                       |
| 3. | 30 de maio de 2016   | Nantes, França      | 3–2       | Camarões   | 1    | Partida Amistosa                       |
| 4. | 10 de junho de 2016  | Paris, França       | 2–1       | Romênia    | 1    | Eurocopa                               |
| 5. | 15 de junho de 2016  | Marselha, França    | 2–0       | Albânia    | 1    | Eurocopa                               |
| 6. | 3 de julho de 2016   | Paris, França       | 5–2       | Islândia   | 1    | Eurocopa                               |
| 7. | 7 de outubro de 2016 | Saint-Denis, França | 4–1       | Bulgária   | 1    | Eliminatórias da Copa do Mundo de 2018 |

## Vida pessoal
Dimitri Payet é casado com Ludivine Payet. Ambos começaram o relacionamento em 2006, quando o jogador, na temporada com 20 anos, estava jogando no Nantes. Juntos, o casal possui quatro filhos: Noa, Milan, Pharell e Tiana.
Dimitri é irmão mais velho de Anthony Payet. O caçula também é jogador de futebol.
A saída de Dimitri do Olympique de Marseille, clube que defendeu por mais de 10 anos, "foi brutal". O jogador afirmou que foi somente com sua chegada ao Vasco da Gama que ele conseguiu se recuperar emocionalmente:
| “                                            | Para ser sincero, a ferida nunca vai cicatrizar (com o Marseille). O rompimento foi brutal e muito difícil para mim. Depois disso, você tem que viver com isso. Quando cheguei ao Brasil, eu estava no chão. Foi difícil. Na hora da coletiva de imprensa (anunciando sua saída do OM), estava tudo acabado. Na minha cabeça, eu não conseguia ver onde poderia me recuperar. Obrigado ao Vasco e aos torcedores que me ajudaram a me reerguer. Foi o amor deles que me salvou. | ” |
| — Payet, sobre como ele estava ao sair do OM | |   |

Em maio de 2024, o presidente da França Emmanuel Macron viajou para América do Sul em viagens diplomáticas. No trajeto, que começou na Guiana Francesa, o político rumou ao Brasil para se reunir com o presidente brasileiro Lula, e Payet acompanhara Macron ocupando o cargo de embaixador do líder francês. Em uma conversa amigável, o jogador do Vasco recebeu palavras gentis dos líderes políticos de ambos os países e ouviu de Macron que o Marselha sentia a falta de Dimitri. Em resposta, o camisa 10 deu-lhes uma camisa do Vasco com os nomes deles nas costas.

## Títulos
AS Excelsior
- Coupe de La Réunion: 2004 e 2005

Olympique de Marseille
- EA Ligue 1 Games: 2019

Vasco da Gama
- Troféu Serie Río de La Plata: 2024 (Pablo Guiñazú / Juan Ahuntchain)[245][246]

### Prêmios individuais
- Jogador do Mês da Ligue 1: Setembro de 2010[247]
- Equipe do Ano da Ligue 1: 2012–13,[59] 2014–15,[9] 2021–22[248]
- Melhor Jogador de Londres: 2016[109]
- Melhor jogador do West Ham United: 2015–16[101][249]
- Gol do Mês da Premier League: Outubro de 2016[250][251]
- Equipe do Ano PFA da Premier League: 2015–16[252]
- Equipe da Euro: 2016[253]
- Melhor Jogador da Euro (Barômetro da UEFA): 2016[254][255]
- 27º Melhor Jogador do ano de 2016 (The Guardian)[256]
- 22º Melhor Jogador do ano de 2016 (Marca)[257]
- 17º Colocado na Ballon d'Or de 2016 (France Football)
- 23º Colocado no The Best FIFA Football Awards 2016
- Melhor gol da Liga Europa: 2017–18[124]
- Equipe da Temporada da Liga Europa da UEFA: 2017–18[127]
- Gol da Temporada da Liga Conferência da UEFA: 2021–22[161]
- Equipe da Temporada da Liga Conferência da UEFA: 2021–22[162]
- Melhor Jogador do Olympique de Marseille: 2021–22[258]

### Assistências
- Ligue 1: 2012–13 (13 assistências)[59]
- Ligue 1: 2014–15 (16 assistências)[56]
- Ligue 1: 2017–18 (13 assistências)[56]
- Liga Europa da UEFA: 2017–18 (7 assistências)[126]

### Marcas
- Jogador com mais assistências na história da Ligue 1[15]
- Primeiro jogador a marcar 100 gols e distribuir 100 assistências na Ligue 1[16]
- Primeiro jogador francês a marcar um gol no Campeonato Brasileiro[259]